# 씽씽 (영화)
《씽씽》(영어: Sing Sing)은 2023년 제작된 미국의 드라마 영화이다. 그렉 퀘다르가 감독과 공동각본을 맡았다.
이 영화는 2023년 토론토 국제 영화제에서 특별 프레젠테이션 프로그램에서 초연되었다. 2024년 7월 12일 미국에서 A24를 통해 개봉되었다.

## 줄거리
영화 '씽씽'은 실제 씽씽 교도소의 예술을 통한 재활 프로그램을 바탕으로, 수감자들이 연극을 통해 변화하는 과정을 그린 드라마이다. 주인공인 '디바인 지'는 억울하게 수감된 인물로, 교도소 내 연극 동아리에 참여하면서 삶의 의미를 찾는다. 동료 수감자들과 함께 '미라의 암호를 깨다'라는 연극을 무대에 올리려고 노력하면서, 그는 뛰어난 연기력과 감정 표현으로 극단 내에서 인정받는 극작가이자 배우로 성장한다. 한편, 그는 자신의 결백을 입증하고 자유를 되찾기 위한 노력도 멈추지 않는다.
연극 연습 과정에서 '디바인 지'는 거칠고 공격적인 성격의 새로운 단원 '디바인 아이'와 갈등을 겪는다. '디바인 아이'는 처음에는 연극을 가치 없는 일로 여기지만, '디바인 지'는 연극을 통해 사람들이 내면과 연결될 수 있다고 믿는다. 다음 공연 장르를 두고 두 사람은 대립하는데, '디바인 지'는 자신의 연기력을 시험할 드라마를 주장하고, '디바인 아이'는 대다수 수감자들의 지지를 받는 코미디를 밀어붙이다. '디바인 아이'가 코미디에서 유일한 드라마 역할을 맡자, '디바인 지'는 그의 모순적인 태도에 혼란스러워한다.
연기 연습을 통해 '디바인 지'는 뛰어난 감정 표현으로 동료들에게 영감을 주지만, '디바인 아이'는 감정을 제대로 표현하지 못하고 어려움을 겪는다. 하지만 진솔한 대화를 통해 서로의 삶을 이해하게 되면서 '디바인 아이'도 점차 마음을 열고 연기에 진지하게 임하게 된다. 그의 연기 실력은 눈에 띄게 향상되고, 결국 동료들과 연출가에게 인정을 받는다.
연극단은 교도소 고위 간부들을 초청해 시연회를 열고, 혼란스러운 공연에도 불구하고 공연 허가를 받는다. '디바인 지'는 친하게 지내던 동료 '마이크 마이크'의 죽음으로 큰 슬픔에 잠긴다. 그는 가석방 심사에서 연극을 통해 변화한 자신의 모습을 열정적으로 설명하지만, 면접관은 그의 진정성을 의심하고 가석방은 거부된다. 반면 '디바인 아이'는 가석방을 허가받고 출소하게 된다.
공연 리허설 직전, '디바인 지'는 연극의 질과 동료들의 부족한 노력에 실망하여 폭발하고, '디바인 아이'와 싸우려다 연극단을 떠난다. 그는 며칠 동안 고립된 생활을 하지만, '디바인 아이'의 설득으로 화해하고 다시 연극단에 합류한다. '디바인 아이'는 출소 후 자유인이 된다.
1년 후, '디바인 지'는 가석방 심사를 통과하고 출소한다. 교도소 앞에서 기다리던 '디바인 아이'와 감격적인 재회를 하고, 함께 미래를 향해 나아간다. 영화는 실제 예술을 통한 재활 프로그램에 참여했던 수감자들의 실제 공연 장면으로 마무리된다.

## 출연진
- 콜먼 도밍고 - 존 휫필드 / 디바인 지
- 클래런스 매클린 - 본인
- 숀 샌호제이 - 마이크 마이크
- 폴 레이시 - 브렌트 뷰얼
- 데이비드 지로디 - 본인
- 패트릭 그리핀 - 본인
- 존에이드리언 벨라스케스 - 본인
- 숀 존슨 - 본인